# Панки (Сілезьке воєводство)
Панкі (пол. Panki) — село в Польщі, у гміні Панки Клобуцького повіту Сілезького воєводства.
Населення — 1978 осіб (2011).
У 1975-1998 роках село належало до Ченстоховського воєводства.

## Демографія
Демографічна структура станом на 31 березня 2011 року:
|          | Загалом | Допрацездатний вік | Працездатний вік | Постпрацездатний вік |
| -------- | ------- | ------------------ | ---------------- | -------------------- |
| Чоловіки | 959     | 165                | 692              | 102                  |
| Жінки    | 1019    | 203                | 589              | 227                  |
| Разом    | 1978    | 368                | 1281             | 329                  |